# Nazionalismo canario

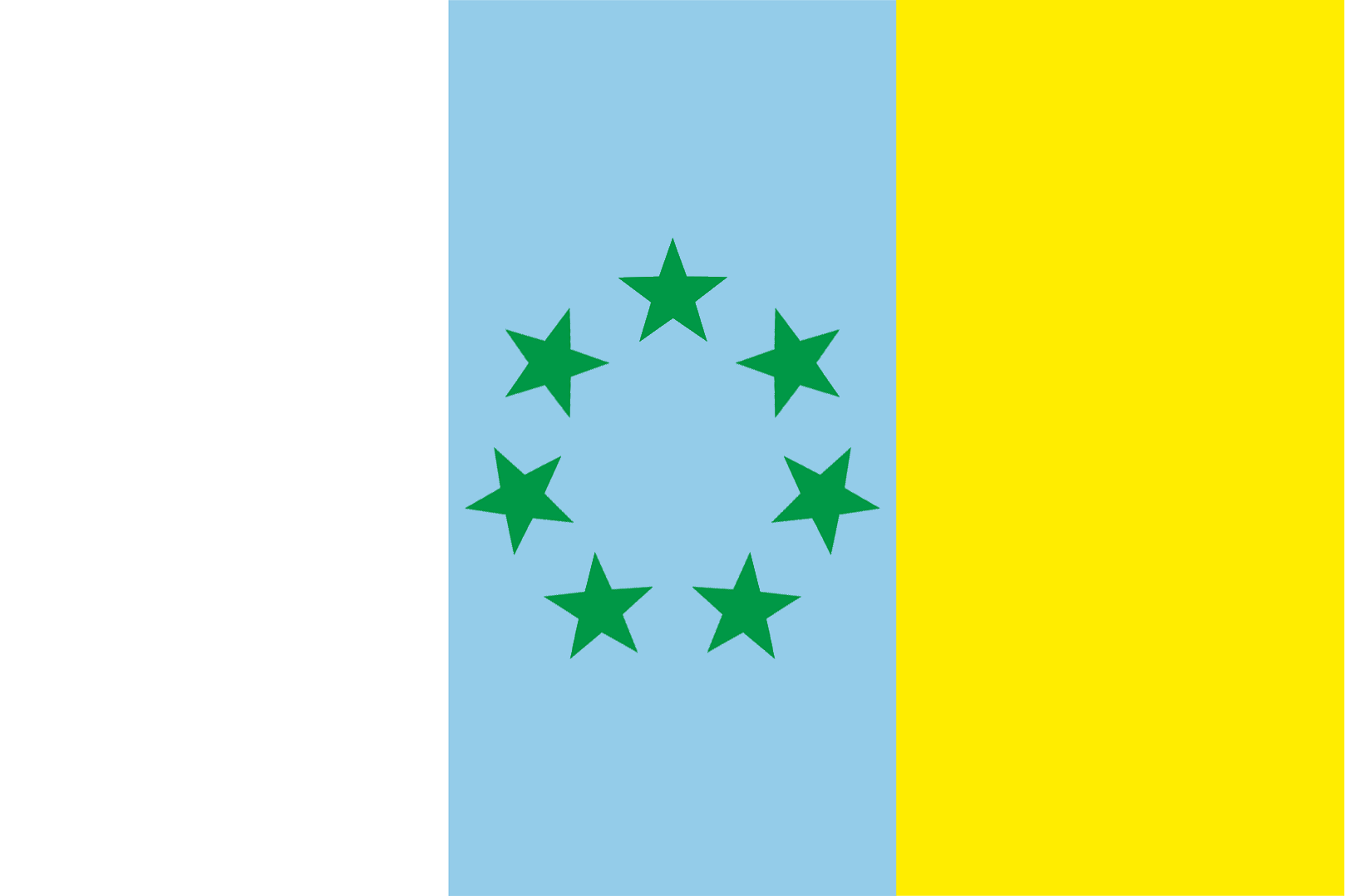
Bandiera tricolore canaria.

Il nazionalismo canario è una corrente ideologica e politica che richiede la considerazione dell'Arcipelago Canario come una nazione autonoma. Malgrado questo, durante la storia, il termine è stato usato da molti movimenti e con i significati più variati: da movimenti indipendentisti a movimenti autonomisti, fino a movimenti federalisti spagnoli.
Dentro all'ideale di nazionalismo canario si possono trovare gruppi politici appartenenti a tutti gli spettri: da sinistra a destra.

## Storia
Finita la conquista dell'Isola di Gran Canaria, il 30 maggio 1481, Tenesor Semidán (re e leader Guanche dell'isola, posteriormente battezzato al Cristianesimo col nome Fernando de Guanarteme) ha firmato la Carta di Calatayud con Ferdinando II d'Aragona. In questo documento si stabiliva la creazione del "Regno delle Canarie" insieme ai diritti e ai doveri degli abitanti, oltre ad ampi livelli di autonomia:
- Capacità di coniare moneta propria.
- Possibilità di commerciare indipendentemente dal monopolio commerciale spagnolo.
- Mantenimento delle norme civili aborigene (conosciuti come Magos), come il diritto della separazione della donna.
- Rivendicazione dei diritto da parte dei canari davanti ai tribunali.
- Creazione della Milizia Canaria.
- Spartizione della terra e dei mezzi produttivi tra i canari.
- Mantenimento dei titoli nobiliari canari.
- Regime fiscale diverso.

Questa forte autonomia concessa al territorio canario ha permesso che, sulle isole, si creasse una situazione particolarmente unica dentro al territorio europeo spagnolo, come ad esempio in materia di schiavitù, abolita nelle Canarie solo nel XVI secolo (ben più tardi dell'abolizione in territorio continentale, avvenuta a fine 1400). Inoltre, uno dei punti più negativi dei patti, era la denominata "Tassa sul Sangue", ovvero l'obbligo dei canari di ripopolare i territori americani conquistati dalla Corona Spagnola, obbligo che, tutt'oggi, ha forti ripercussioni nella popolazioni canarie e che caratterizzò l'emigrazione canaria verso i territori caraibici nei secoli futuri, creando un forte legame tra le isole canarie e altri stati d'America, come Cuba o il Venezuela.
Questo grado d'indipendenza dalla corona centrale scomparve totalmente nel XVIII secolo, coincidendo con la maggiore centralizzazione dello Stato voluta all'epoca dalla corona dei Borbone. 
Verso la fine del XIX secolo, comincia il grande aggruppamento dei nazionalisti canari che si cominciarono ad organizzare insieme al movimento operaio dell'isola. Altri gruppi si formarono all'estero, specialmente in Venezuela e a Cuba, dove l'emigrazione canaria aveva creato grandi comunità. Esattamente a Cuba, nel 1924, il leader del movimento operaio canario, José Cabrera Díaz, ha fondato il  Partito Nazionalista Canario (PNC).
Durante la Seconda Repubblica Spagnola, le isole riacquistarono una certa autonomia, riuscendo anche a creare un proprio parlamento regionale. Questa libertà venne completamente cancellata durante la dittatura franchista per poi tornare gradualmente durante il periodo della transizione democratica.

## Attualità
Secondo il barometro del Centro d'Investigazione Sociale del 2012, il 24% della popolazione delle Isole si sente più canaria che spagnola, mentre un 12,1% si sente unicamente canaria. Questi numeri sono molto superiori a quelli riscossi nella parte di popolazione che si sente più spagnola che canaria (solo un 7%), ma minori alla quantità di persone che si riconosce canario e spagnolo allo stesso modo (53,9%).
Questi numeri rendono le Canarie la quarta Comunità Autonoma con un maggiore sentimento di appartenenza e di autonomia, solo dietro alla Catalogna, al Paese Basco e alla Galizia.